# Гипотеза Морделла
Гипотеза Морделла — гипотеза о конечности множества рациональных точек на алгебраической кривой рода {\displaystyle g>1}, выдвинутая Луисом Морделлом в 1922 году.
Позже гипотеза была обобщена с поля {\displaystyle \mathbb {Q} } рациональных чисел на произвольное числовое поле.
Была доказана Гердом Фальтингсом в 1983 году и теперь также называется теоремой Фальтингса.

## Предпосылки
Пусть {\displaystyle C} — неособая алгебраическая кривая над полем {\displaystyle \mathbb {Q} }.
Множество рациональных точек кривой {\displaystyle C} зависит от её рода {\displaystyle g} следующим образом:
- Случай {\displaystyle g=0}: рациональных точек нет, либо их бесконечно много; {\displaystyle C} является коническим сечением.
- Случай {\displaystyle g=1}: рациональных точек нет, либо {\displaystyle C} является эллиптической кривой, а её рациональные точки образуют конечнопорождённую абелеву группу. Это следует из теоремы Морделла, позднее обобщённой до теоремы Морделла — Вейля[англ.]. Кроме того, теорема Мазура о кручении ограничивает возможную структуру подгруппы кручения.
- Случай {\displaystyle g>1}: согласно выдвинутой Морделлом гипотезе, {\displaystyle C} может иметь лишь конечное число рациональных точек.

## Доказательство
В 1962 году Шафаревич высказал гипотезу о конечности, с точностью до изоморфизма, множества алгебраических кривых, имеющих заданный род {\displaystyle g>1}, поле определения {\displaystyle K} и множество точек плохой редукции {\displaystyle S}. В 1968 году Паршин показал, как гипотезу Морделла можно свести к указанной гипотезе конечности Шафаревича.
В 1983 году Фальтингс доказал гипотезу конечности Шафаревича, используя известный способ сведения гипотезы к случаю гипотезы Тейта и инструменты алгебраической геометрии, включая теорию моделей Нерона.
Другое доказательство, основанное на диофантовых аппроксимациях, было дано Паулем Войта. Позднее оно было упрощено Фальтингсом и Энрико Бомбьери.

## Следствия
Фальтингс в своей работе 1983 года доказал несколько утверждений, ранее считавшихся гипотезами:
- Гипотезу Морделла о том, что кривая рода больше чем 1 над числовым полем имеет лишь конечное число рациональных точек.
- Гипотезу Шафаревича о существовании лишь конечного, с точностью до изоморфизма, множества абелевых многообразий заданных размерности и степени поляризации над фиксированным числовым полем, имеющих хорошую редукцию всюду вне заданного конечного множества точек этого поля.
- Теорему об изогении абелевых многообразий, имеющих изоморфные модули Тейта.

Простейшее приложение теоремы Фальтингса — это слабая форма Великой теоремы Ферма: для любого выбранного {\displaystyle n\geq 4} существует лишь конечное число взаимно простых решений уравнения {\displaystyle a^{n}+b^{n}=c^{n}}, поскольку для таких n кривая Ферма {\displaystyle x^{n}+y^{n}=1} имеет род, больший 1.

## Обобщения
В силу теоремы Морделла — Вейля, теорема Фальтингса может быть переформулирована как утверждение о пересечении кривой {\displaystyle C} с конечнопорождённой подгруппой {\displaystyle \Gamma } абелева многообразия {\displaystyle A}.
Заменяя {\displaystyle C} на произвольное подмногообразие {\displaystyle A} и {\displaystyle \Gamma } на произвольную подгруппу конечного ранга {\displaystyle A}, мы получаем обобщение, ведущее к гипотезе Морделла — Ленга, которая была доказана.
Другое обобщение теоремы Фальтингса — это Гипотеза Бомбьерри — Ленга, утверждающая, что если {\displaystyle X} — псевдоканоническое многообразие (то есть многообразие общего типа) над конечным полем {\displaystyle k}, то множество {\displaystyle k}-рациональных точек {\displaystyle X(k)} нигде не плотно в топологии Зарисского в {\displaystyle X}.
Дальнейшие обобщения гипотезы были выдвинуты Паулем Войта.
Гипотеза Морделла для полей функций была доказана Маниным в 1963 году и Грауэртом в 1965 году. Коулман в 1990 году нашёл и исправил пробел в доказательстве Манина.